# Millesgården

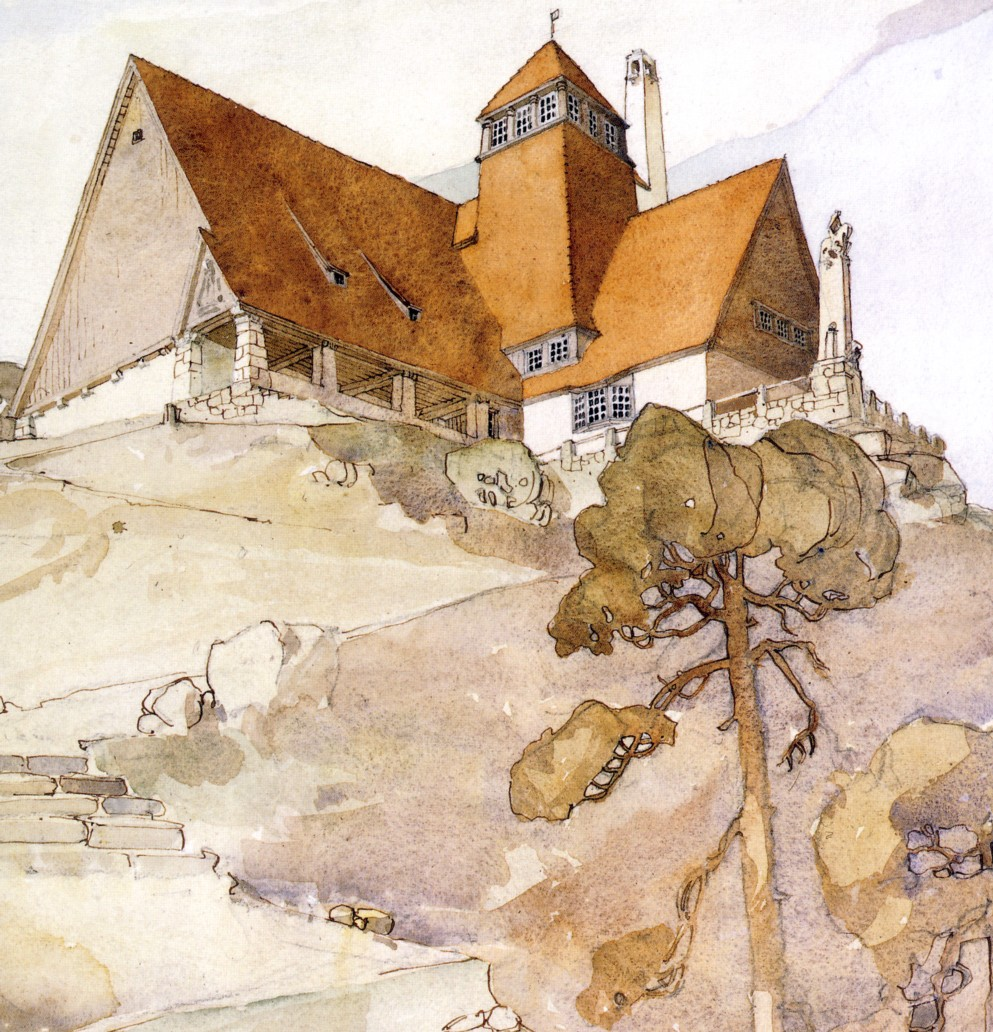
Aquarell des Architekten Karl M. Bengtson von 1908

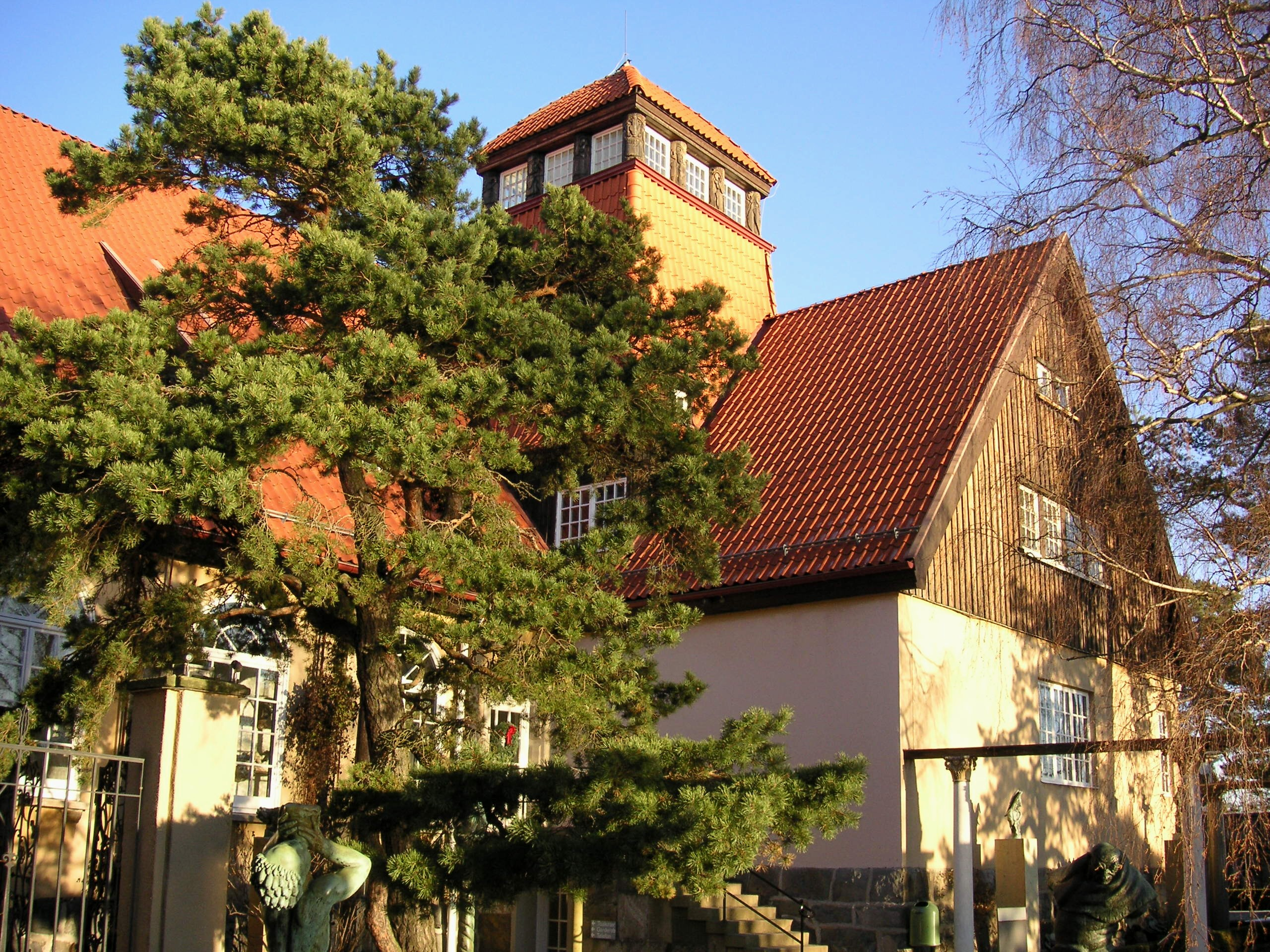
Millesgårdens Hauptgebäude

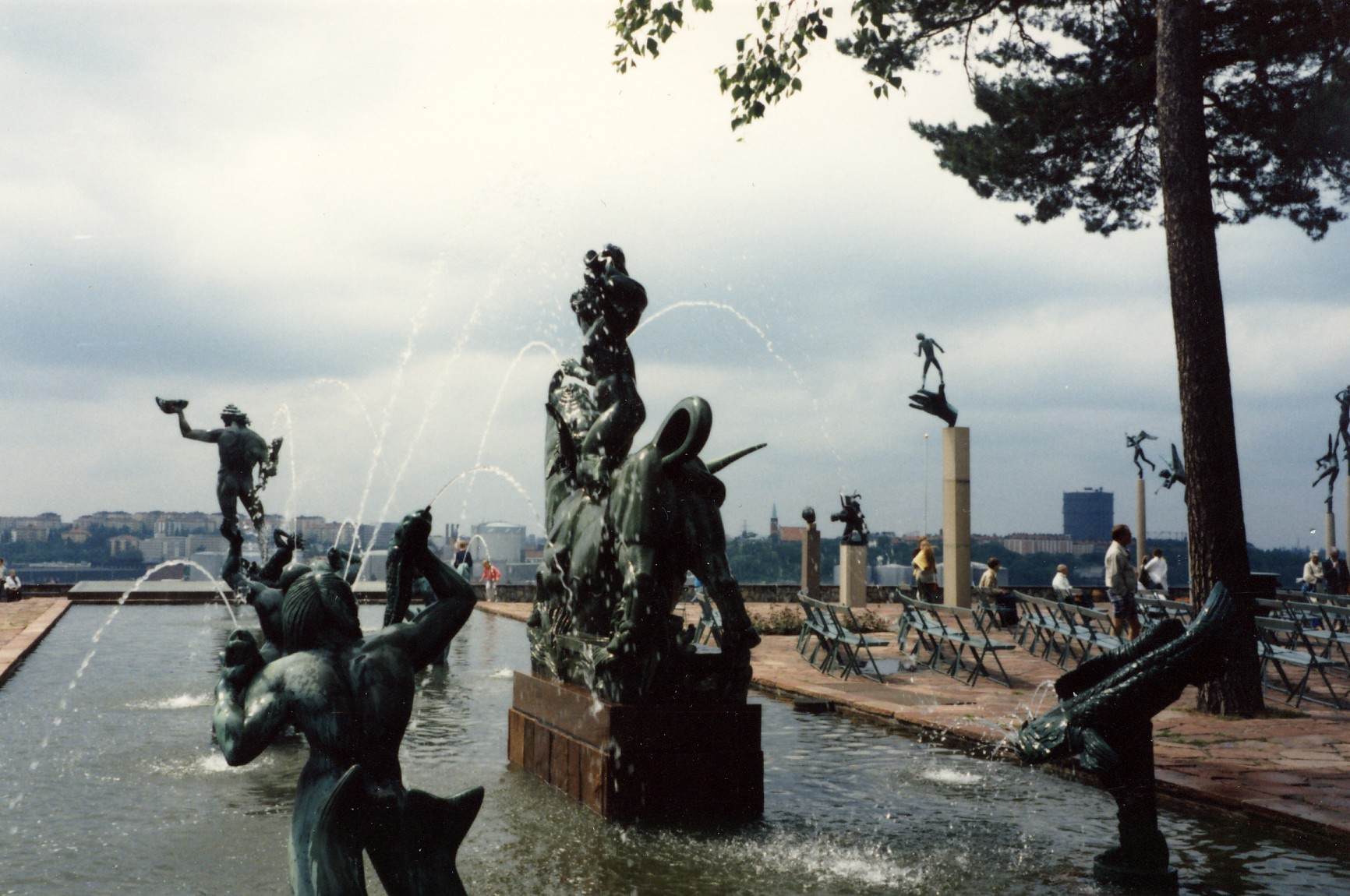
Millesgårdens Skulpturenpark

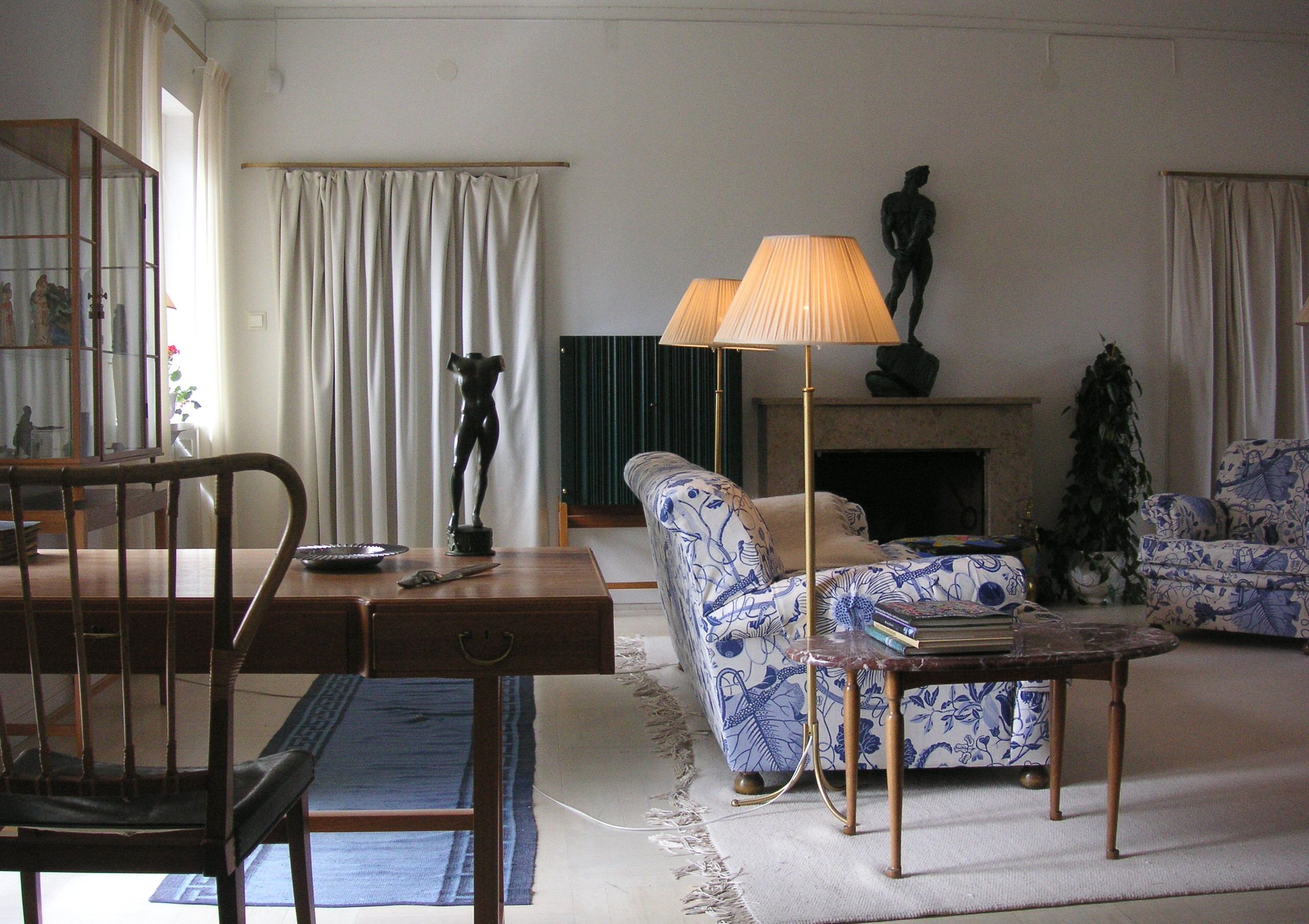
Annes Hus beherbergt das von Estrid Ericson und Josef Frank für Svenskt Tenn gestaltete Wohnzimmer im von Carl Milles Halbbruder, Evert Milles, entworfenen Kuratorenhaus.

Millesgården ist ein Kunstmuseum mit Skulpturenpark in der Gemeinde Lidingö bei Stockholm und war bis 1931 das Heim und Atelier des schwedischen Künstlerpaares Olga und Carl Milles.

## Geschichte
Im Jahre 1906 kauften Carl und Olga Milles ein Grundstück auf der Herserudsklippan auf Lidingö und ließen nach den Plänen des Architekten Karl M. Bengtsson ihr Heim mit dazugehörigen Kunstateliers bauen. Die Einweihung fand 1908 statt. Für die Planung und Durchführung späterer Umbauten und Erweiterungen stand Carl Milles Halbbruder Evert Milles. Zwischen 1920 und 1931 wurde das Grundstück durch Ankäufe vergrößert, u. a. kam das „Kleine Atelier“ Lilla Ateljén dazu. 1931 zog das Paar Milles in die USA. 1936 wurde der Millesgården in eine Stiftung umgebildet und dem schwedischen Volk als Geschenk übergeben.
Der große Skulpturenpark entstand im Zusammenhang mit Milles’ Heimkehr aus den USA 1950. Hier platzierte er monumentale Nachbildungen freistehender Skulpturen aus den USA und aus Schweden. Als Carl Milles am 19. September 1955 starb, bekam er seine letzte Ruhestätte in der kleinen Waldkapelle skogskapellet, die sich auch auf dem Gelände befindet. Die Kapelle gleicht Wegkapellen, die in Süddeutschland und Österreich zu finden sind. Auch Olga Milles, gebürtige Österreicherin, wurde hier nach ihrem Tod 1967 neben ihrem Mann beigesetzt.

## Millesgården heute
Das neueste Gebäude auf dem Gelände des Millesgården ist die Kunsthalle. Sie wurde 1999 eröffnet, Architekt war Johan Celsing (Sohn von Peter Celsing). In der Kunsthalle sind wechselnde Ausstellungen schwedischer und internationaler Künstler zu sehen. Hier befinden sich auch der Eingang zum Millesgården und ein kleiner Museumsladen.